# Medalha Robert N. Noyce
A Medalha Robert N. Noyce (em inglês:  Robert N. Noyce Medal) é uma condecoração do Instituto de Engenheiros Eletricistas e Eletrônicos para contribuições de destaque à indústria da microeletrônica. É denominada com o nome de Robert Noyce, fundador da Intel, financiadora da medalha.

## Premiados
- 2000 Morris Chang
- 2001 Hajime Sasaki (NEC)
- 2002 Yoshio Nishi (Texas Instruments)
- 2003 Donald Scifres (JDS Uniphase)
- 2004 Craig Barrett (Intel)
- 2005 Wilfred Corrigan (LSI Logic)
- 2006 Shoichiro Yoshida (Nikon)
- 2007 Aart de Geus (Synopsys Inc.)
- 2008 Paul R. Gray (Universität Berkeley)
- 2009 Eliyahou Harari (Sandisk Corp.)
- 2010 James C. Morgan (Applied Materials)
- 2011 Pasquale Pistorio (STMicroelectronics)
- 2012 Yoon-Woo Lee (Samsung)
- 2013 Sunlin Chou, Youssef A. El-Mansy (Intel Corporation)
- 2014 John E. Kelly III (IBM Corporation)
- 2015 Martin van den Brink (ASML)[1]
- 2016 Takuo Sugano (Universidade de Tóquio)[2]
- 2016 Henry I. Smith (Instituto de Tecnologia de Massachusetts)[3]